# Soluția finală

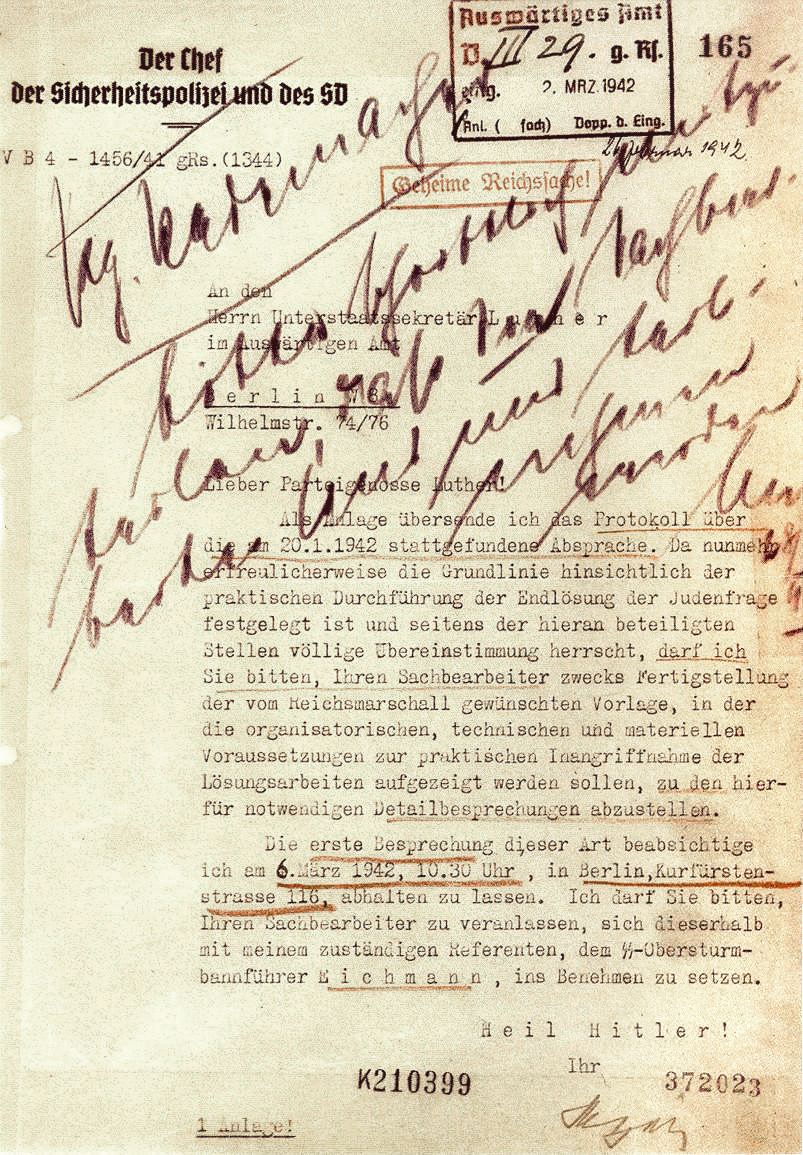
Prin această scrisoare din 26 februarie 1942, Reinhard Heydrich îi scria diplomatului Martin Luther după Conferinţa de la Wannsee cerându-i sprijinul pentru punerea în practică a „soluţiei finale a problemei evreieşti” („Endlösung der Judenfrage”). Vedeţi şi traducerea acestei scrisori în engleză la casa memorială a Conferinţei de la Wannsee.

Soluția finală a problemei evreiești în Europa (în limba germană: Die Endlösung der Judenfrage) se referă la planul germano-nazist de folosire a genocidului sistematic împotriva evreilor europeni în timpul celui de-al doilea război mondial. Termenul a fost folosit pentru prima oară de Adolf Eichmann. Punerea în practică a „soluției finale” a dus la Holocaust. Expresia reflectă credința conform căreia populația evreiască europeană este o „problemă” în sine.
Chiar și înainte de punerea în definitivă în practică a planurilor soluției finale în 1944, au fost uciși în masă aproximativ un milion de evrei, dar numai după ce s-a luat decizia eradicării întregii populații evreiești în lagărele de exterminare au început cu adevărat măcelul. Decizia de a ucide în mod sistematic evreimea europeană a fost luată cu puțin timp înainte sau în timpul conferinței de la Wannsee, care a avut loc în Berlin, în vila Wannsee, pe 20 ianuarie 1942. În timpul conferinței a avut loc o discuție în cadrul unui grup de oficiali naziști chemați pentru a lua o decizie asupra  „Soluției finale a problemei evreiești”. Stenogramele și minutele încheiate la sfârșitul acestei întruniri au fost găsite intacte de Aliați la sfârșitul celui de-al doilea război mondial și au fost folosite ca dovezi la procesele de la Nürnberg. Începând cu primăvara anului 1942, a fost declanșată Operațiunea Reinhard – exterminarea sistematică a evreilor – deși trebuie amintit că și până în acel moment, sute de mii de evrei fuseseră uciși în diferite pogromuri. În discursul său de la Posen de pe 6 octombrie 1943, Heinrich Himmler a prezentat pentru prima oară tuturor liderilor naziști în mod detaliat, brutal și fără ocolișuri modul de rezolvare a „problemei evreiești”.

## Dezbaterile istorice cu privire la momentul deciziei exterminării evreilor
Mai înainte de începerea celui de-al doilea războiului mondial, în timpul unui discurs de pe 30 ianuarie 1939, (aniversarea a șase ani de la venirea la putere), Hitler a prefigurat Holocaustul care avea să se abată asupra evreimii europene. 
 Azi voi fi încă o dată profet: dacă magnații evrei internaționali din Europa și din afara ei vor reuși să arunce încă o dată națiunile într-un război mondial, atunci rezultatul nu va fi bolșevizarea pământului, și prin asta victoria evreimii, ci anihilarea rasei evreiești în Europa! Arhivat în 24 aprilie 2020, la Wayback Machine.  Arhivat în 14 martie 2008, la Wayback Machine.  Arhivat în 8 august 2007, la Wayback Machine. 
Christian Gerlach a sugerat că momentul luării deciziei distrugerii evreimii europene a fost altul, și anume 12 decembrie 1941, când Hitler s-a adresat la o întrunire a Partidului Nazist (Reichsleiter) și a liderilor regionali de partid (Gauleiteri). În jurnalul său, Joseph Goebbels scria pe 13 decembrie, la o zi după discursul lui Hitler:
În ceea ce privește problema evreiască, Führerul este hotărât să curețe tabla. El a avertizat evreimea că dacă vor provoca un alt război mondial, acesta va fi propria lor pieire. Acestea nu au fost cuvinte goale. Războiul mondial a venit. Distrugerea evreilor trebuie să fie o consecință necesară. Nu putem fi sentimentali în această privință. Nu trebuie să-i compătimim pe evrei. Trebuie să avem compasiune pentru propriul nostru popor german. Dacă poporul german trebuie să sacrifice încă 160.000 de victime într-o altă campanie în răsărit, atunci cei responsabili pentru acest conflict sângeros vor trebui să plătească cu viețile lor. Arhivat în 2 iunie 2015, la Wayback Machine.

## Planul Madagascar
La început, germanii au făcut planuri generale pentru deportarea evreilor europeni în Madagascar. În special Adolf Eichmann sprijinea această idee mai înainte de Conferința de la Wannsee din 1942, unde el nu a detaliat rezolvările „soluției finale”. Șeful SS, Heinrich Himmler a declarat, "Indiferent cât de crud și de tragic poate fi fiecare caz luat în parte, această metodă este pe departe cea mai blândă și mai bună, dacă se respinge metoda bolșevică a exterminării fizice o oamenilor..."  Planul era ca să se folosească navele marinei britanice, după înfrângerea Regatului Unit în război. Cum victoria împotriva Angliei nu s-a produs, Planul Madagascar a fost abandonat.

## Primele lagăre de exterminare
Începând cu 1 noiembrie 1941, au fost construite primele lagăre de exterminare: Belzec, Sobibor, Treblinka, Chełmno,  Majdanek și ultimul Auschwitz-Birkenau. Execuțiile în masă ale evreilor au început la începutul anului 1942.